# Sebastian Hohenthal

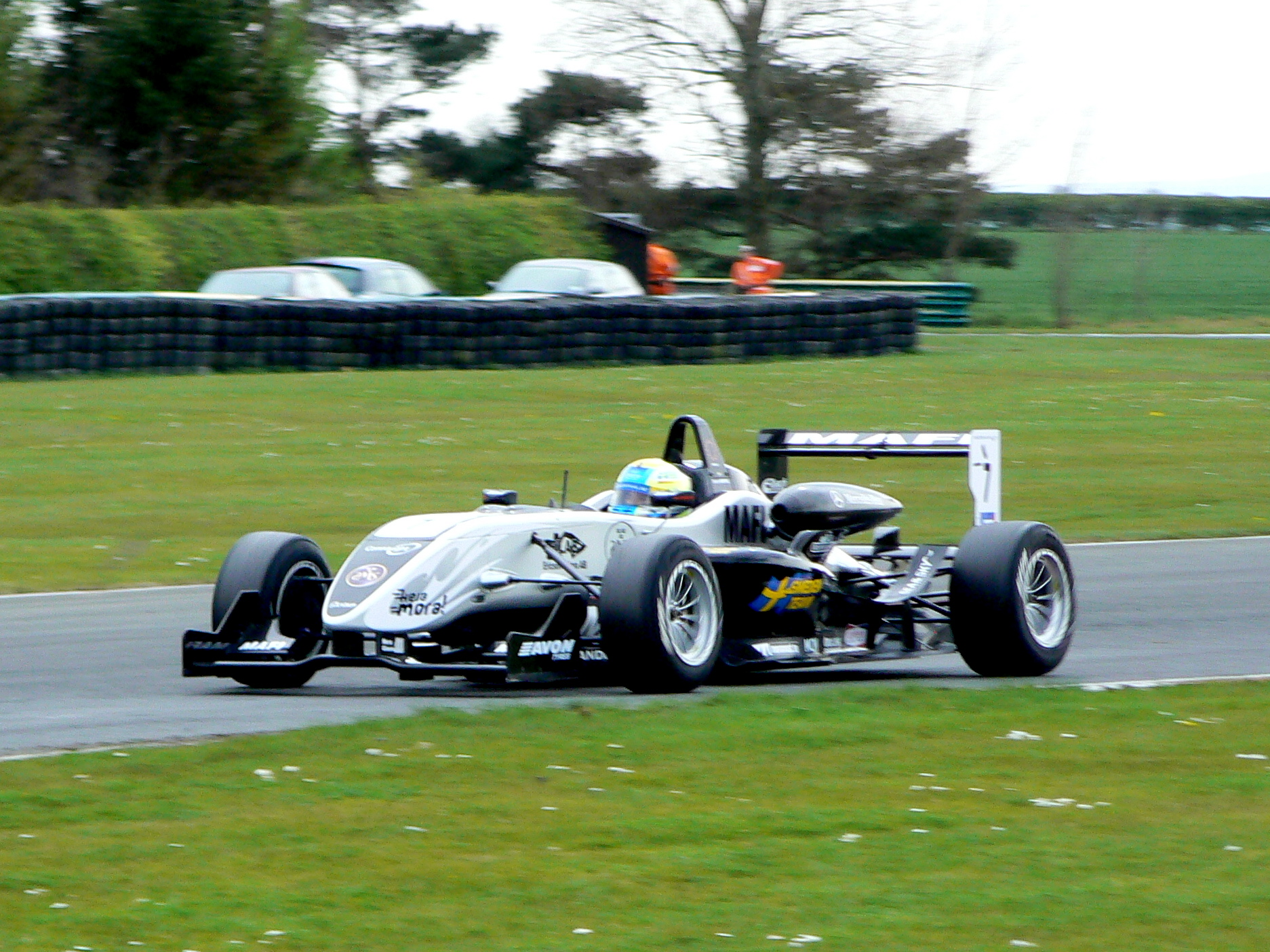
Hohenthal in actie in 2008

Sebastian Hohenthal (Mora, 5 november 1984) is een voormalig autocoureur uit Zweden.

## Carrière
- 2001: Formule Ford Zetec Nordic, team Jan Lindblom Racing (3e in kampioenschap).
- 2001: Formule Ford Zetec Zweden, team Jan Lindblom Racing.
- 2002: Formule Ford Zetec Nordic, team Eje Elgh Motorsport.
- 2002: Formule Ford Zetec Zweden, team Försvarsmakten Racing.
- 2003: Formule Ford Zetec Nordic, team Stig Blomqvist Motorsport (3 overwinningen, kampioen).
- 2003: Formule Ford Zetec Zweden, team Stig Blomqvist Motorsport (kampioen).
- 2003: Formule Ford UK Winterklasse, team Nexa Racing (1 overwinning, kampioen).
- 2004: Formule Ford UK, team Nexa Racing (3e in kampioenschap).
- 2004: Formule Ford Festival, team Nexa Racing (3e in race).
- 2005: Formule Renault 2.0 UK, team Fortec Motorsport (1 overwinning).
- 2006: Formule Renault 2.0 UK, team Fortec Motorsport (7 overwinningen, kampioen).
- 2006: Aziatische Formule Renault Challenge, team M3-Prema Formula Racing (1 race).
- 2007: Britse Formule 3-kampioenschap, team Fortec Motorsport (1 overwinning).
- 2008: Britse Formule 3-kampioenschap, team Fortec Motorsport (1 overwinning).
- 2009: Formule 2, team MotorSport Vision.

## Formule 2-resultaten
| Jaar | 1      | 2      | 3       | 4      | 5      | 6      | 7       | 8      | 9     | 10    | 11     | 12    | 13    | 14     | 15      | 16      | Rang | Punten |
| ---- | ------ | ------ | ------- | ------ | ------ | ------ | ------- | ------ | ----- | ----- | ------ | ----- | ----- | ------ | ------- | ------- | ---- | ------ |
| 2009 | VAL 10 | VAL 13 | BRN Ret | BRN 12 | SPA 17 | SPA 12 | BRH Ret | BRH 14 | DON 6 | DON 5 | OSC 17 | OSC 9 | IMO 9 | IMO 12 | CAT Ret | CAT Ret | 16e  | 7      |